# 內政部警政署保安警察第七總隊
內政部警政署保安警察第七總隊，簡稱保七總隊，前身為「臺灣省保安警察總隊」，位於臺北市文山區，隸屬於內政部警政署的保安警察單位，負責臺灣銀行各發庫分行、以及環保事項與國家公園的警察業務。

## 沿革
- 1955年1月，臺灣省政府將臺灣省菸酒公賣局、臺灣省工礦公司、臺灣省農林公司、臺灣省煤礦公會等駐衛警察隊合併整編為「臺灣省工礦警察總隊」，是為本總隊前身，隸屬臺灣省警務處。
- 1958年7月，臺灣省警務處實施警政改革方案，臺灣省工礦警察總隊縮編為「臺灣省工礦警察大隊」。
- 1981年1月，臺灣省警務處以工礦警察大隊為基礎，納編水庫警察隊、銀行駐警隊、相關事業警衛單位，改制為「臺灣省保安警察第四總隊」。
- 1990年1月，臺灣省保安警察第四總隊改制為「臺灣省保安警察總隊」，仍隸屬臺灣省警務處。
- 1999年7月，配合「臺灣省政府功能業務與組織調整」（簡稱精省），所屬人員及業務併入內政部警政署，改制為「內政部警政署臺灣保安警察總隊」。
- 2014年1月，配合行政院組織改造政策，整合原內政部警政署臺灣保安警察總隊、國家公園警察大隊、環境保護警察隊、森林暨自然保育警察隊、高屏溪流域管理委員會專責警力等機關及任務編組，成立內政部警政署保安警察第七總隊。[1][需要非第一手來源]

## 組織編制

### 總隊部
- 總隊長1人（警監）
  - 副總隊長1人（警正或警監）
  - 主任秘書1人（警正或警監）
  - 督察長1人（警正或警監）

### 幕僚單位
- 警務科
- 督訓科（科長由督察長兼任）
- 後勤科
- 保防科
- 勤務指揮中心
- 人事室
- 主計室
- 秘書室
- 資訊室

### 勤務單位
| 單位名稱             | 主司任務 | 現有編制                      | 大隊部位置                                                     |
| -------------------- | --- | ----------------------------- | -------------------------------------------------------------- |
| 第一大隊（臺銀）     | 臺灣銀行之行舍、金庫與鈔劵押運安全維護 | 3個分隊，14個小隊，37個警勤室 | 臺北市重慶南路一段120號 （臺灣銀行總行）                       |
| 第二大隊（水庫）     | 經濟部之水利設施、環境保護、集水區保育 | 2個中隊、3個分隊、15個小隊    | 臺南市楠西區密枝里70號 （經濟部水利署南區水資源局）            |
| 第三大隊（衛環食安） | 配合中華民國環境部及食藥署執行行政查察及犯罪偵查 | 3個中隊（含刑事分隊）         | 臺中市西區樂群街37號 （經濟部水利署河川勘測隊）                |
| 第四大隊（國家公園） | 配合陽明山國家公園管理處及金門國家公園管理處、農業部林業及自然保育署羅東林區管理處，執行轄區治安及交通之維護，並協助國家公園管理處及農業部林業及自然保育署羅東林區管理處推動國家公園法及森林法等相關法令，保護園區內野生動物，取締濫墾、盜伐、盜獵及非法採集等行為 | 4個分隊、11個小隊             | 臺北市北投區陽明山竹子湖路1-20號 （陽明山國家公園管理處）      |
| 第五大隊（國家公園） | 雪霸國家公園區域內治安秩序之維護及災害急難之搶救事項、自然資源及環境之保護事項及配合東勢林區管理處、新竹林區管理處查察所轄違反相關法令事項，並協助取締違反國家公園法令有關事項，查緝違反森林法、野生動物保育法、文化資產保存法及森林區域內水土保持法等刑事案件。   | 3個分隊、5個小隊              | 苗栗縣大湖鄉富興村水尾坪99號 （雪霸國家公園管理處）            |
| 第六大隊（國家公園） | 玉山國家公園區域內處理違反國家公園法令、災害急難救助、自然資源及環境保護事項，與南投林區管理處及國立臺灣大學生物資源暨農學院實驗林管理處轄區內取締違反森林法、野生動物保育法及森林區域內水土保持法、文化資產保存法等刑事案件。                                     | 2個分隊、5個小隊              | 南投縣水里鄉中山路一段515號 （玉山國家公園管理處水里遊客中心） |
| 第七大隊（國家公園） | 台江國家公園及國家自然公園區域內治安秩序之維護及災害急難之搶救事項、自然資源及環境之保護事項及嘉義林區管理處處理違反相關法令事項，並協助處理違反國家公園法令有關事項、取締違反森林法、野生動物保育法、文化資產保存法及森林區域內水土保持法等刑事案件。             | 3個分隊、4個小隊              | 臺南市安南區四草大道120號 （台江國家公園管理處行政中心）       |
| 第八大隊（國家公園） | 墾丁國家公園區域內治安秩序之維護及災害急難之搶救事項、自然資源及環境之保護事項及屏東林區管理處處理違反相關法令事項，並協助處理違反國家公園法令有關事項、取締違反森林法、野生動物保育法、文化資產保存法及森林區域內水土保持法等刑事案件。                           | 2個分隊、3個小隊              | 屏東縣恆春鎮墾丁里墾丁路272號                                  |
| 第九大隊（國家公園） | 太魯閣國家公園區域內治安秩序之維護及災害急難之搶救事項、自然資源及環境之保護事項及花蓮林區管理處、臺東林區管理處處理違反相關法令事項，並協助處理違反國家公園法令有關事項、取締違反森林法、野生動物保育法、文化資產保存法及森林區域內水土保持法等刑事案件。         | 3個分隊、4個小隊              | 花蓮縣秀林鄉富世村富世293號 （太魯閣國家公園管理處）           |
| 刑事警察大隊         | 刑事犯罪偵查、重大案件查緝 | 15個小隊                      | 臺北市北投區陽明山新生街11號                                   |

## 歷任首長

#### 臺灣省保安警察第四總隊 總隊長
| 任別 | 姓名   | 就職日期       |
| ---- | ------ | -------------- |
| 1    | 吳維和 | 1981年1月1日   |
| 2    | 周道遠 | 1983年12月27日 |
| 3    | 林昭標 | 1984年12月26日 |
| 4    | 鄭文杰 | 1988年3月1日   |

#### 臺灣省保安警察總隊 總隊長
| 任別 | 姓名   | 就職日期      |
| ---- | ------ | ------------- |
| 1    | 余家偉 | 1990年1月1日  |
| 2    | 成必展 | 1992年10月1日 |
| 3    | 朱拯民 | 1995年6月24日 |
| 4    | 雷世民 | 1997年1月16日 |
| 代理 | 張翔韶 | 1998年7月15日 |

#### 內政部警政署臺灣保安警察總隊 總隊長
| 任別 | 姓名   | 任期                          |
| ---- | ------ | ----------------------------- |
| 1    | 何正成 | 1999年11月22日－2003年7月24日 |
| 2    | 袁行一 | 2003年7月24日－2007年2月5日   |
| 3    | 吳幸仁 | 2007年2月5日－2009年1月16日   |
| 4    | 陳伯壎 | 2009年3月16日－2013年1月16日  |
| 5    | 黃清福 | 2013年8月30日－2013年12月31日 |

#### 內政部警政署保安警察第七總隊 總隊長[13]
| 任別 | 姓名   | 任期                         | 備註                                                                 |
| ---- | ------ | ---------------------------- | -------------------------------------------------------------------- |
| 1    | 黃清福 | 2014年1月1日－2015年7月16日  | 中央警官學校45期 原臺灣保安警察總隊總隊長 自願退休                   |
| 2    | 陳檡文 | 2015年7月16日－2017年2月21日 | 中央警官學校45期 原刑事警察局副局長 後陞任內政部警政署警政委員       |
| 3    | 陳永利 | 2017年2月21日－2018年1月24日 | 中央警官學校47期 原新北市政府警察局副局長 後陞任內政部警政署警政委員 |
| 4    | 陳卿南 | 2018年1月24日－2019年7月22日 | 中央警官學校46期 原桃園市政府警察局副局長 後陞任內政部警政署警政委員 |
| 5    | 張春波 | 2019年7月22日－2020年9月25日 | 中央警官學校53期 原臺中市政府警察局副局長 後陞任內政部警政署警政委員 |
| 6    | 李政曉 | 2020年9月25日－2022年7月17日 | 中央警官學校47期 原臺南市政府警察局副局長 後陞任內政部警政署警政委員 |
| 7    | 黃勢清 | 2022年7月18日－2023年1月15日 | 中央警官學校48期 原新北市政府警察局副局長 後陞任內政部警政署警政委員 |
| 8    | 翁群能 | 2023年1月16日－2024年1月16日 | 中央警官學校51期 原臺北市政府警察局副局長 後任基隆市警察局局長       |
| 9    | 吳敬田 | 2024年1月17日－2024年7月18日 | 中央警官學校50期 原保安警察第六總隊總隊長                            |
| 10   | 李安淳 | 2024年7月19日－現任          | 中央警察大學行政警察學系51期 原保安警察第六總隊總隊長                |

## 舊保七總隊
海洋委員會海巡署艦隊分署前身，即為1990年1月1日成立的「保七總隊」，當時機關全銜為「內政部警政署保安警察第七總隊」，專司查緝海上走私、偷渡的水上警察任務；後來在1998年改制為水上警察局，再併入2000年成立的海巡署。因此歷史淵源，時至今日艦隊分署仍有資深同仁以「保七」自稱，更有以「保七麵」為名的艦上料理。
今日的保安警察第七總隊，僅機關全銜與舊保七總隊相同，兩者並無歷史淵源或傳承關係。

## 外部連結
- 內政部警政署保安警察第七總隊全球資訊網 （页面存档备份，存于）
- 保七總隊的Facebook專頁